# 菊池真由子
菊池 真由子（きくち まゆこ、1976年7月12日 - ）は、日本の芸能リポーター。

## 来歴
東京都出身。東京アナウンスアカデミー卒業後、ケーブルテレビで放送のグルメ番組・旅番組のリポーターとなる。日本テレビ「レッツ!」でワイドショーのリポーターを務め始めた。

## 出演番組

### 現在
- 朝生ワイド す・またん! （読売テレビ）-水曜
- キャッチ! （中京テレビ）
- IPPO (静岡放送･ラジオ)

### 過去
- レッツ! （日本テレビ）
- ザ!情報ツウ（日本テレビ）[1]
- スッキリ!! （日本テレビ）[1]
- ズームイン!!SUPER （中京テレビ）[1]
- おはZIP! （中京テレビ）[1]
- 今日感テレビ（RKB毎日放送）
- あさパラ! （読売テレビ）
- バイキングMORE（フジテレビ）
- キャスト (朝日放送テレビ)